# یانزیگیتوو
یانزیگیتوو (به لاتین: Yanzigitovo) یک منطقهٔ مسکونی در روسیه است که در باشقیرستان واقع شده‌است.